# Michael DeForge
Michael DeForge (né en 1987 à Ottawa) est un auteur de bande dessinée canadien. 
Ses œuvres sont publiées en français par la maison d'édition suisse Atrabile.

## Prix
- 2010 : Prix Doug-Wright du meilleur talent émergent pour Lose no 1 et Cold Heat Special no 7.
- 2011 : 
  -  Prix Ignatz du meilleur comic book pour Lose no 3
  - Prix Pigskin Peters pour Spotting Deer.
- 2013 : 
  - Prix Joe-Shuster du meilleur créateur de bande dessinée en ligne pour La Fourmilière (Ant Comic)
  -  Prix Ignatz du meilleur auteur pour Lose no 4 ; du meilleur recueil pour En toute simplicité (Very Casual) ; de la meilleure série pour Lose.
- 2016 : Prix Doug-Wright du meilleur livre pour Dressing.
- 2021 :  Prix Ignatz de la meilleure bande dessinée en ligne pour Birds of Maine.

## Œuvres publiées
- Lose no 1 à 7, Koyama Press, 2009-2015.
- Maxim's Hot 100, Mille Putois, coll. « Portefeuille », 2010.
- Peter's Muscle, auto-édition, 2011.
  - (fr) Le Muscle de Peter, Colosse, coll. « Nouvelle Collection Colosse » no 45, 2012.
- « Bacon Fields », dans Adventure Time no 3, Kaboom!, avril 2012.
  - (fr) Adventure Time no 1, Urban Comics, coll. « Urban Indies », 2013.
- Very Casual, Koyama Press, 2013  (ISBN 9780987963079). Recueil d'histoires courtes.
  - (fr) En tout simplicité, Atrabile, 2014  (ISBN 9782889230242).
- A Body Beneath, Koyama Press, 2013  (ISBN 9781927668078). Recueil de récits tirés de Lose no 1 à 5.
  - (fr) Lose, Atrabile, 2014  (ISBN 9782889230198).
- Ant Colony, Drawn and Quarterly, 2014  (ISBN 9781770461376).
  - (fr) La Fourmilière, Atrabile, 2015  (ISBN 9782889230303).
- Dressing, Koyama Press, 2015  (ISBN 9781927668221). Recueil d'histoires courtes.
  - (fr) Dressing, Atrabile, 2016  (ISBN 9782889230402). Sélection officielle du Festival d'Angoulême 2017.
- First Year Healthy, Drawn and Quarterly, 2015  (ISBN 9781770461734).
- Meat Locker, Kuš!, coll. « Mini kuš! », 2016.
- Big Kids, Drawn and Quarterly, 2016  (ISBN 9781770462243).
  - (fr) Big Kids, Atrabile, 2017  (ISBN 9782889230525).
- Sticks Angelica, Folk Hero, Drawn and Quarterly, 2017  (ISBN 9781770462700).
- A Western World, Koyama Press, 2018  (ISBN 9781927668481). Recueil d'histoires courtes.
- Brat, Koyama Press, 2018  (ISBN 9781927668603).
  - (fr) Brat, Atrabile, 2019  (ISBN 9782889230822).
- Leaving Richard's Valley, Drawn and Quarterly, 2019  (ISBN 9781770463431).
  - (fr) Par-delà la Vallée de Richard, Atrabile, 2020  (ISBN 9782889230945).
- Stunt, Koyama Press, 2019  (ISBN 9781927668696).
- Familiar Face, Drawn and Quarterly, 2020  (ISBN 9781770463875).
  - (fr) Un visage familier, Atrabile, 2021. Sélection officielle du Festival d'Angoulême 2022.
- Heaven no Hell, Drawn and Quarterly, 2021  (ISBN 9781770464353). Recueil d'histoires courtes.
  - (fr) Le Paradis, pas l'Enfer, Atrabile, 2024  (ISBN 9782889231409).
- Birds of Maine, Drawn and Quarterly, 2022  (ISBN 9781770465664).
- Holy Lacrimony, Drawn and Quarterly, 2025  (ISBN 9781770467552).